# V393 Близнецов
V393 Близнецов (лат. V393 Geminorum) — двойная затменная переменная звезда (E) в созвездии Близнецов на расстоянии приблизительно 2 719 световых лет (около 834 парсек) от Солнца. Видимая звёздная величина звезды — от +17,14m до +16,9m. Орбитальный период — около 0,3639 суток (8,734 часа).

## Характеристики
Первый компонент — оранжевый карлик спектрального класса K. Радиус — около 0,69 солнечного, светимость — около 0,168 солнечной. Эффективная температура — около 4458 К.